# Bairo
Bairo là một đô thị ở tỉnh Torino trong vùng Piedmont, có vị trí cách khoảng 35 km về phía bắc của Torino, nước Ý.
Bairo giáp các đô thị: Castellamonte, Torre Canavese, Agliè, và Ozegna.